# Synechococcus
Synechococcus je rod jednobuněčných sinic, běžných ve vodním (sladkém i slaném) prostředí. Dosahují velikostí od 0,8 µm do 1,5 µm. Fotosyntetizující, kulovité buňky těchto sinic dávají přednost světlým povrchovým mořím. V těchto místech pak dosahují vysokých populačních hustot (1000 - 200000 buněk na mililitr).
Známo je asi 75 druhů, z nichž asi 36 je víceméně uznávaných. Byl sekvenován genom několika izolátů druhu Synechococcus elongatus. Mají 2,7 miliónů párů bází, jiný izolát 2,4 Mbp.